# Петров дол (област Смолян)
 Тази статия е за селото в Смолянско.  За селото в Провадийско вижте Петров дол (Област Варна).  
Петров дол е село в Южна България. То се намира в община Мадан, област Смолян.

## География
Село Петров дол се намира в планински район.